# Culture de la Zambie

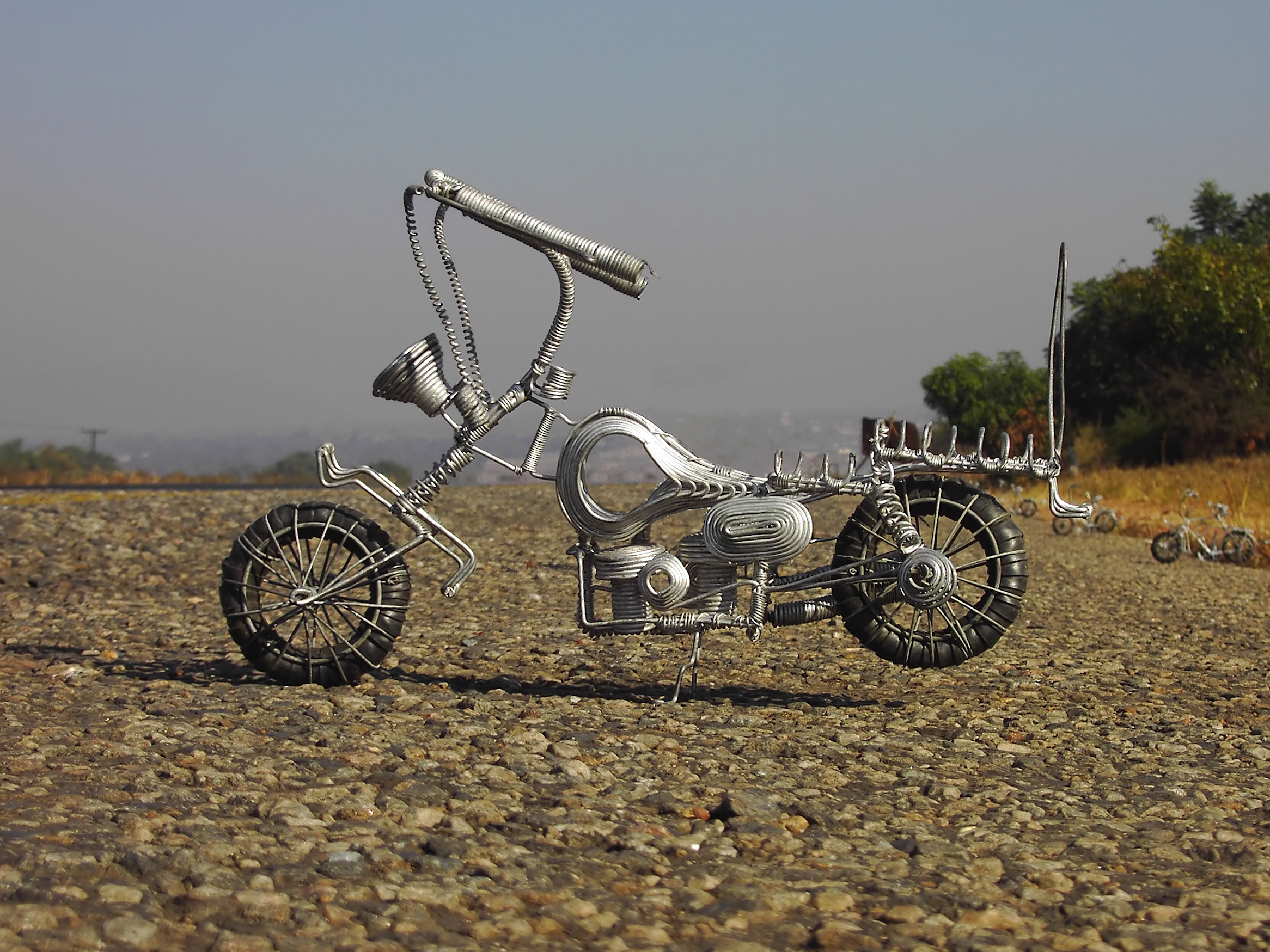
Sculpture de fil de fer et de chambres à air recyclées imitant une motocyclette (Kitwe)

La culture de la Zambie, pays enclavé d'Afrique australe, désigne d'abord les pratiques culturelles observables de ses 15 000 000 d'habitants : 18 380 000 en 2020.

## Territoire, histoire et peuples
Territoire enclavé d'Afrique australe, surtout formé de collines et de plateaux, doté d'un climat tropical tempéré par l'altitude, la Zambie est riche en ressources minérales – cuivre principalement –, mais néanmoins très endettée. Bénéficiant d'une situation politique assez stable, elle s'ouvre désormais au tourisme grâce à un cadre naturel exceptionnel (chutes Victoria) et une faune abondante qui ont permis la création de près de vingt parcs nationaux.
L'histoire lointaine du pays reste encore mal connue. Des peuples de langue khoïsan, tels que les Bushmen chasseurs-cueilleurs, y précèdent les Bantous, arrivés aux premiers siècles du Ier millénaire. Les langues et le mode de vie de ces derniers l'emportent jusqu'à l'arrivée des Européens, Portugais et surtout Britanniques. En 1924 le pays devient un protectorat du Royaume-Uni sous le nom de Rhodésie du Nord. La République de Zambie est proclamée en 1964. Le président Kenneth Kaunda met en place un régime politique fort. Son départ en 1991 ouvre la voie au multipartisme et à une libéralisation de la société.

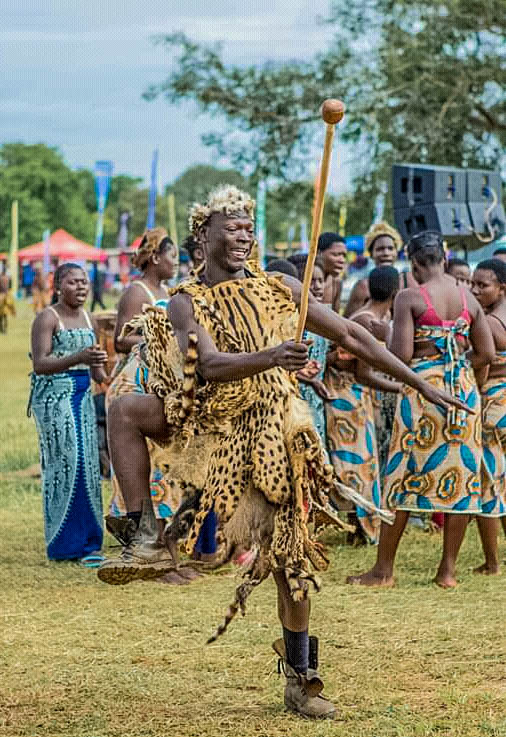
Cérémonie ncwala chez les Ngoni.

Aujourd'hui les différents groupes ethniques – de langue bantoue – occupent des territoires parfois assez éloignés les uns des autres, mais beaucoup se retrouvent dans les zones les plus peuplées du centre, à Lusaka ou dans le Copperbelt. Les Bembas (environ 36 %) vivent au nord-est, les Nyanjas (18 %) à l'est, les Tongas (15 %) au sud-ouest. Les Lozis (ou Rotse, qui ont donné leur nom au Barotseland) représentent environ 8 % et sont établis dans l'extrême ouest du pays.
L'anglais a le statut de langue officielle, mais d'autres langues sont pratiquées, telles que le bemba, le nyanja, le tonga, le lozi, le kilunda ou le luvale.
Près des trois-quarts de la population sont chrétiens. Les protestants sont 35 % environ, les catholiques plus de 25 %. Près de 10 % sont adeptes d'Églises africaines indépendantes. Les autres Zambiens restent acquis aux religions traditionnelles africaines.
La Zambie est l'un des pays africains les plus lourdement touchés par le SIDA. L'espérance de vie y est à peine supérieure à 38 ans, selon une estimation de 2009.

## Langue(s)
- Langues en Zambie
- Catégorie:Langue en Zambie
- Catégorie:Groupe ethnique en Zambie

## Traditions de la Zambie

### Religion(s)
- Religion en Zambie, De la religion en Zambie
- Religions traditionnelles africaines, Animisme, Fétichisme, Esprit tutélaire, Mythologies africaines
- Religion en Afrique, Christianisme en Afrique, Islam en Afrique
- Islam radical en Afrique noire
- Anthropologie de la religion

### Symboles
- Armoiries de la Zambie
- Drapeau de la Zambie depuis 1964
- Stand and Sing of Zambia, Proud and Free, hymne national de la Zambie
- One Zambia, one Nation, devise nationale
- Pygargue vocifer, oiseau symbolique de la Zambie

### Pratiques
Les pratiques sociales, rituels et événements festifs du Zambie révèlent (pour partie) du patrimoine culturel immatériel de l'humanité.

## Vie sociale

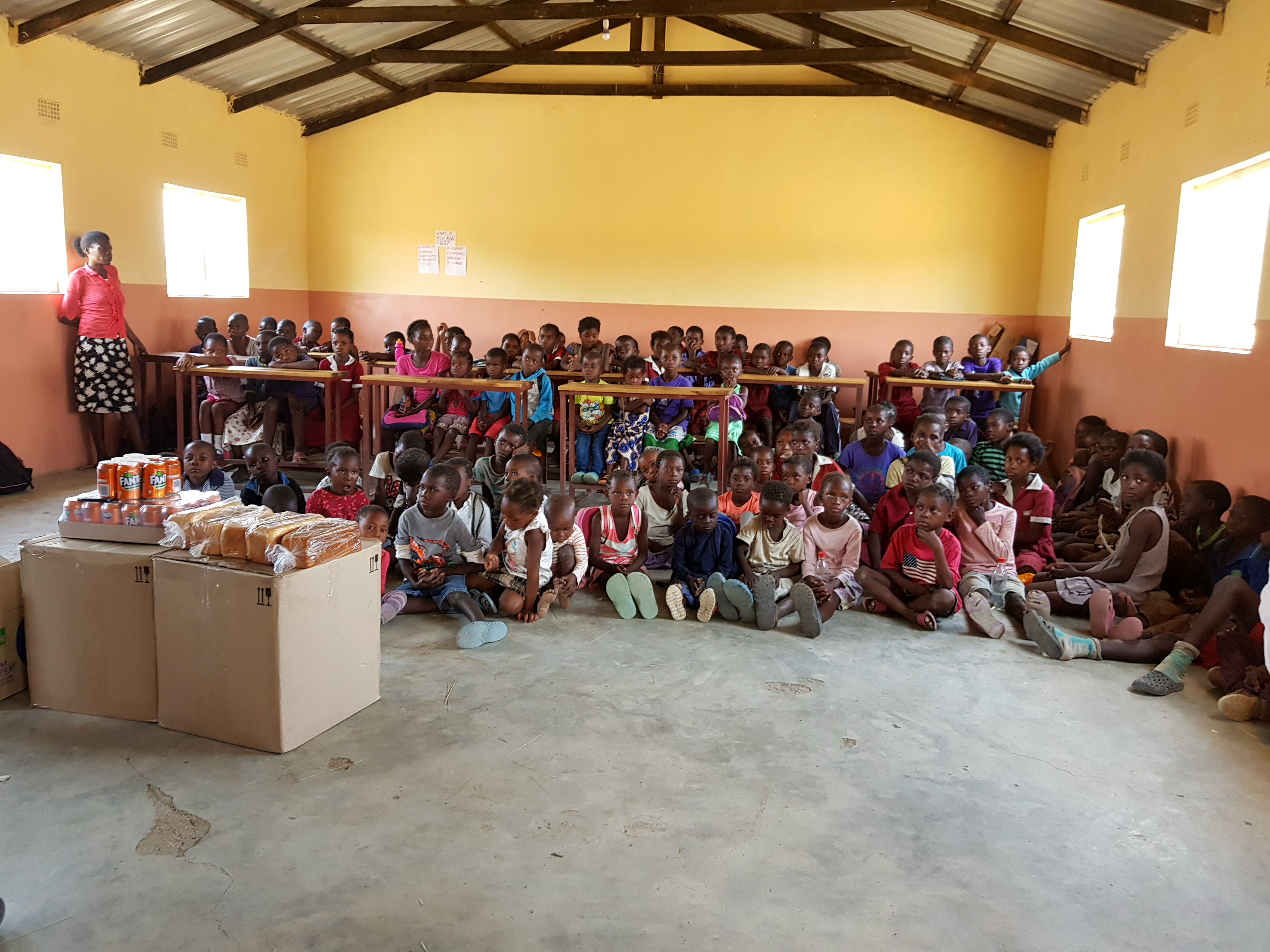
Salle de classe dans une zone rurale.

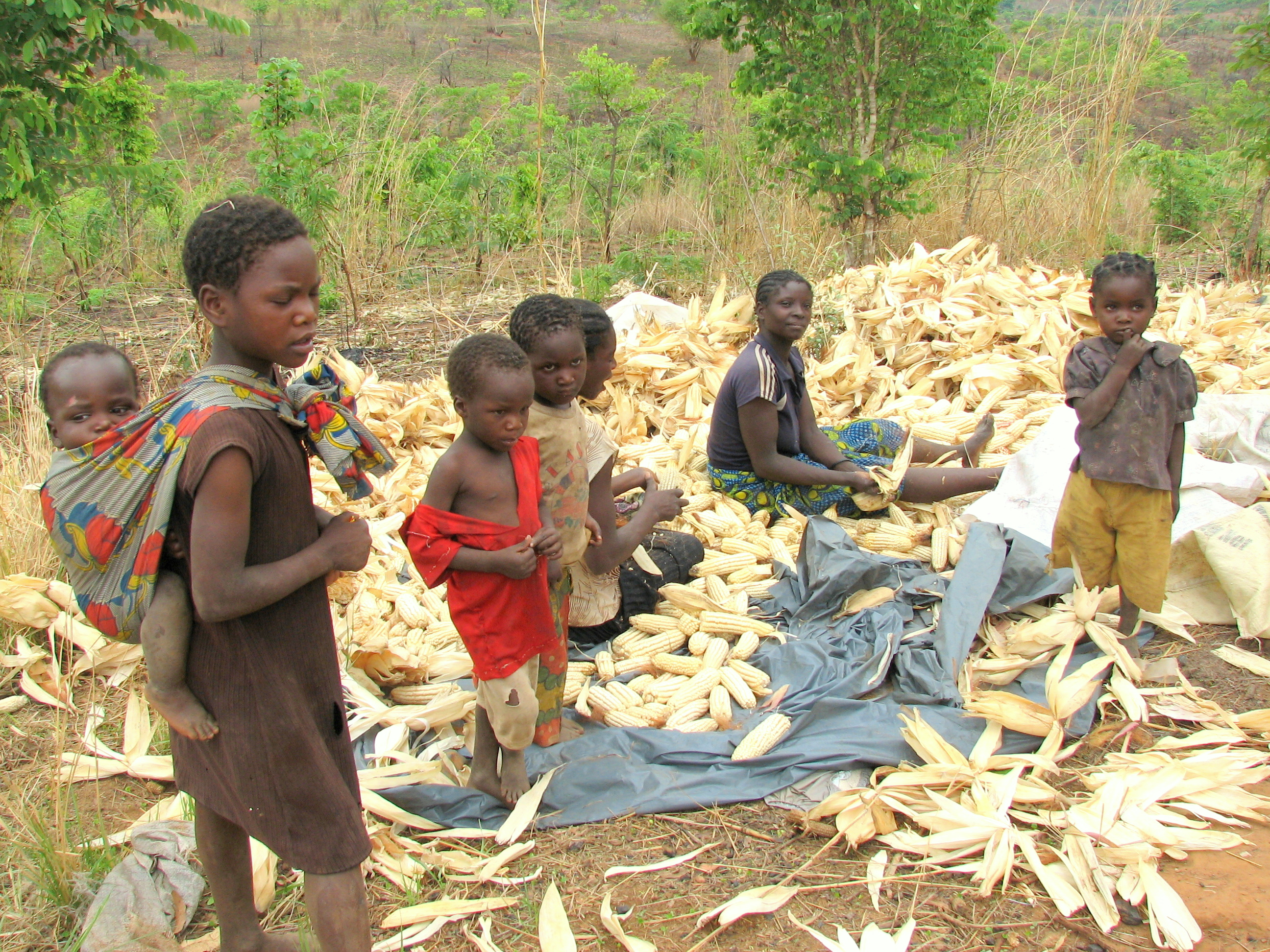
Enfants zambiens épluchant du maïs dans un petit village

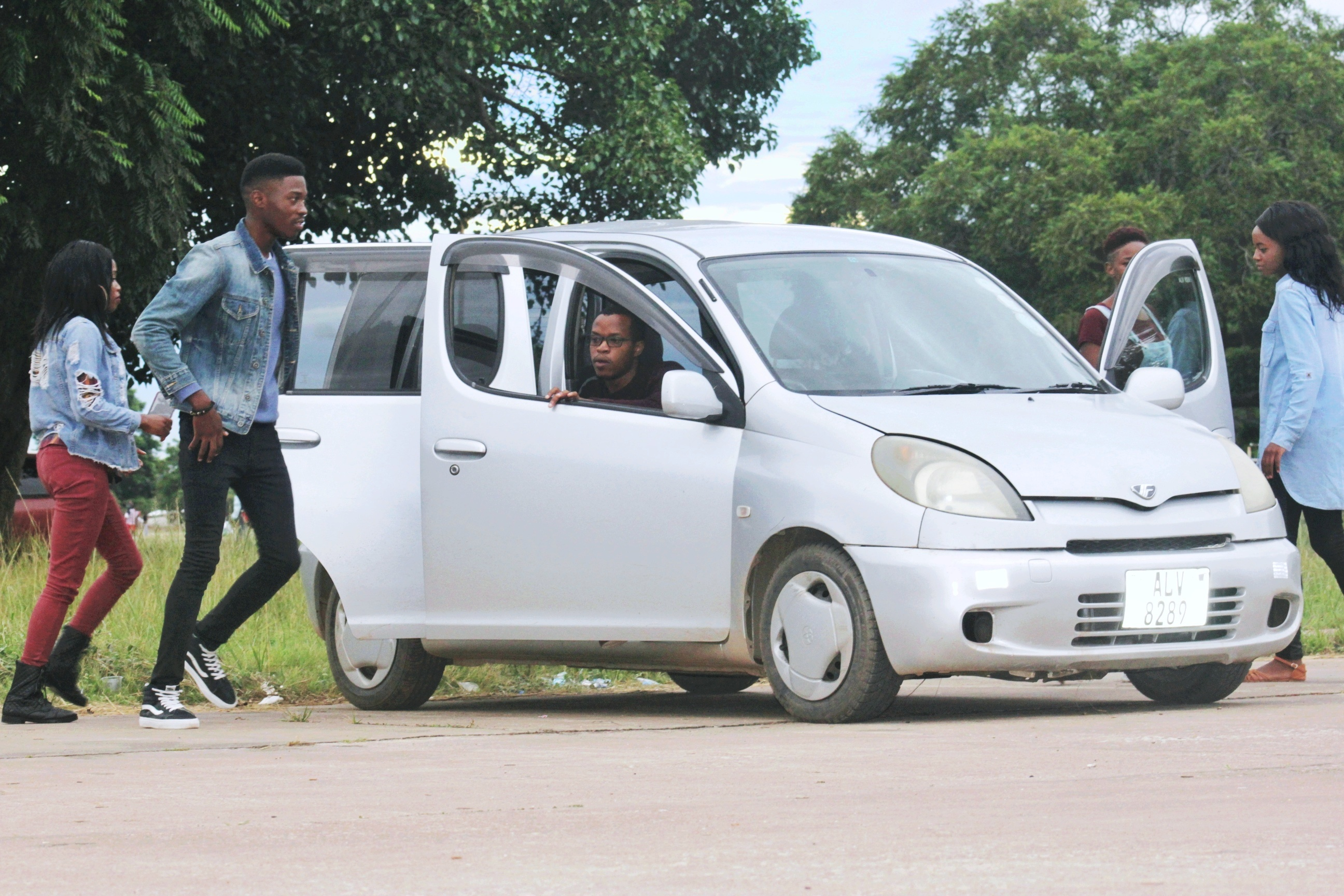
Jeunes urbains branchés.

### Famille

#### Noms
Nom de famille, Nom personnel.

### Éducation
- Éducation en Zambie (en)
- Universités en Zambie, List of universities in Zambia (en)

### Jeux populaires

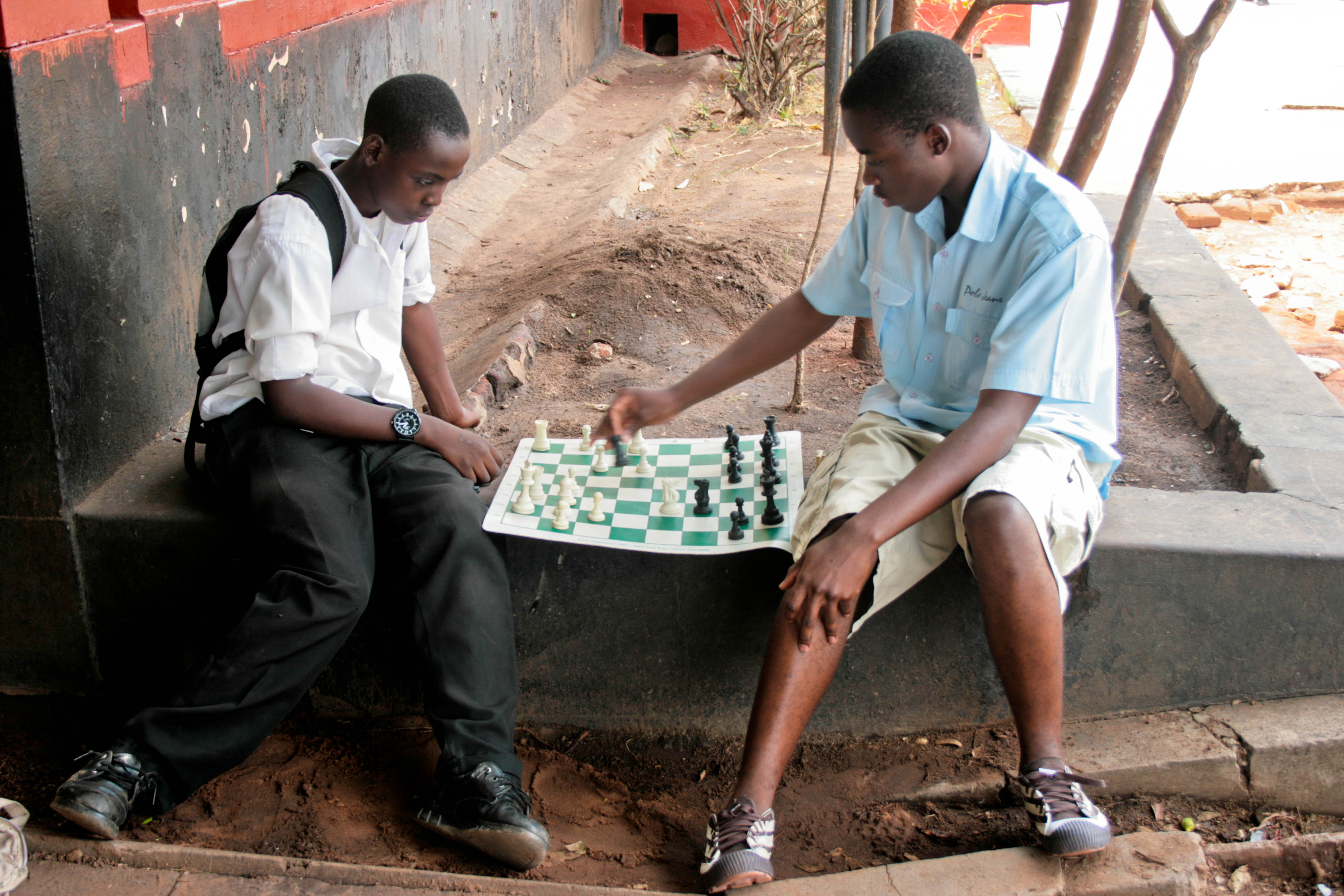
Jeunes garçons jouant aux échecs.

### Société
- Ubuntu, Fraternité
- Palabre, Arbre à palabres

### État
- Politique en Zambie

## Santé
- Santé en Zambie (en)

### Sports
- Catégorie:Sport en Zambie, Catégorie:Sportif zambien, Catégorie:Sportive zambienne
- Zambie aux Jeux olympiques
- Zambie aux Jeux du Commonwealth
- Zambie aux Jeux paralympiques
- Jeux africains ou Jeux panafricains, depuis 1965, tous les 4 ans (...2011-2015-2019...)

## Artisanats
- Arts appliqués, Arts décoratifs, Arts mineurs, Artisanat d'art, Artisan(s), Trésor humain vivant, Maître d'art

### Arts graphiques
- Calligraphie, Enluminure, Gravure, Origami

### Textiles
- Art textile, Arts textiles, Fibre, Fibre textile, Design textile
- Mode, Costume, Vêtement, Confection de vêtement, Stylisme
- Technique de transformation textile, Tissage, Broderie, Couture, Tricot, Dentelle, Tapisserie,

### Cuir
- Maroquinerie, Cordonnerie, Fourrure

### Papier
- Papier, Imprimerie, Techniques papetières et graphiques, Enluminure, Graphisme, Arts graphiques, Design numérique

### Bois
- Travail du bois, Boiserie, Menuiserie, Ébénisterie, Marqueterie, Gravure sur bois, Sculpture sur bois, Ameublement, Lutherie

### Métal
- Métal, Sept métaux, Ferronnerie, Armurerie, Fonderie, Dinanderie, Dorure, Chalcographie

### Poterie, céramique, faïence
- Mosaïque, Poterie, Céramique, Terre cuite
- Céramique d'Afrique subsaharienne

### Verrerie d'art
- Art verrier, Verre, Vitrail, Miroiterie

### Joaillerie, bijouterie, orfèvrerie
- Lapidaire, Bijouterie, Horlogerie, Joaillerie, Orfèvrerie

### Espace
- Architecture intérieure, Décoration, Éclairage, Scénographie, Marbrerie, Mosaïque
- Jardin, Paysagisme

## Médias

### Presse écrite
Les supports les plus lus restent les journaux, même si plusieurs titres – tel le Times of Zambia – sont contrôlés par le gouvernement. The Post, avec son slogan « the Paper that digs deeper », est le quotidien privé le plus populaire. Les périodiques ne touchent pas les régions les plus reculées et, devenus onéreux, ils ne sont pas à la portée de tous, même si chaque exemplaire a généralement plusieurs lecteurs. En 2009, le classement mondial sur la liberté de la presse établi chaque année par Reporters sans frontières situe la Zambie au 97e rang sur 175 pays. Des « problèmes sensibles » y ont été observés.

### Télévision
Néanmoins, comme la presse, les médias audiovisuels ont bénéficié d'une certaine libéralisation au cours des années 1990. La réception des émissions télévisées est limitée aux zones urbaines et son coût est prohibitif. C'est pourquoi la radio est le média qui relaie le mieux l'information nationale et internationale dans tout le pays. L'arrivée de nouvelles technologies (satellite, téléphone portable, Internet) contribue comme ailleurs à la mondialisation de la culture. Dans le cas de la Zambie, les contenus proviennent le plus souvent de son voisin plus nanti, l'Afrique du Sud, ou du Nigeria, sans parler des États-Unis omniprésents. La société zambienne sous tous ses aspects est fortement soumise à ces influences.

### Internet (.zm)
- Internet[11]

## Littérature
Par comparaison avec d'autres pays comme le Nigeria ou l'Afrique du Sud qui ont conquis leurs galons littéraires sur la scène internationale, la Zambie accède tardivement à une culture de l'écrit, notamment en raison du poids de la tradition orale, des obstacles économiques et de l'analphabétisme qui persiste dans les zones rurales. Les livres ont longtemps été considérés comme des objets de luxe.
Comme dans bien d'autres pays africains, une sagesse imagée se transmet à travers de nombreux proverbes. En Zambie elle s'exprime dans la plupart des langues locales : bemba, kaonde, lozi, luyana, luvale, nyanja, tonga et bien d'autres. Un proverbe tumbuka dit ainsi « L'étranger est comme une poule blanche, on le reconnaît immédiatement ». En marge d'une portée souvent universelle, les proverbes sont ancrés dans les réalités locales, comme dans ces deux exemples emprunté au lunda : « Le vieux léopard peut perdre sa méchanceté et non la couleur de sa peau » ; « Le fils du possesseur de minerai fait en sorte que le minerai ne soit pas acheté ».

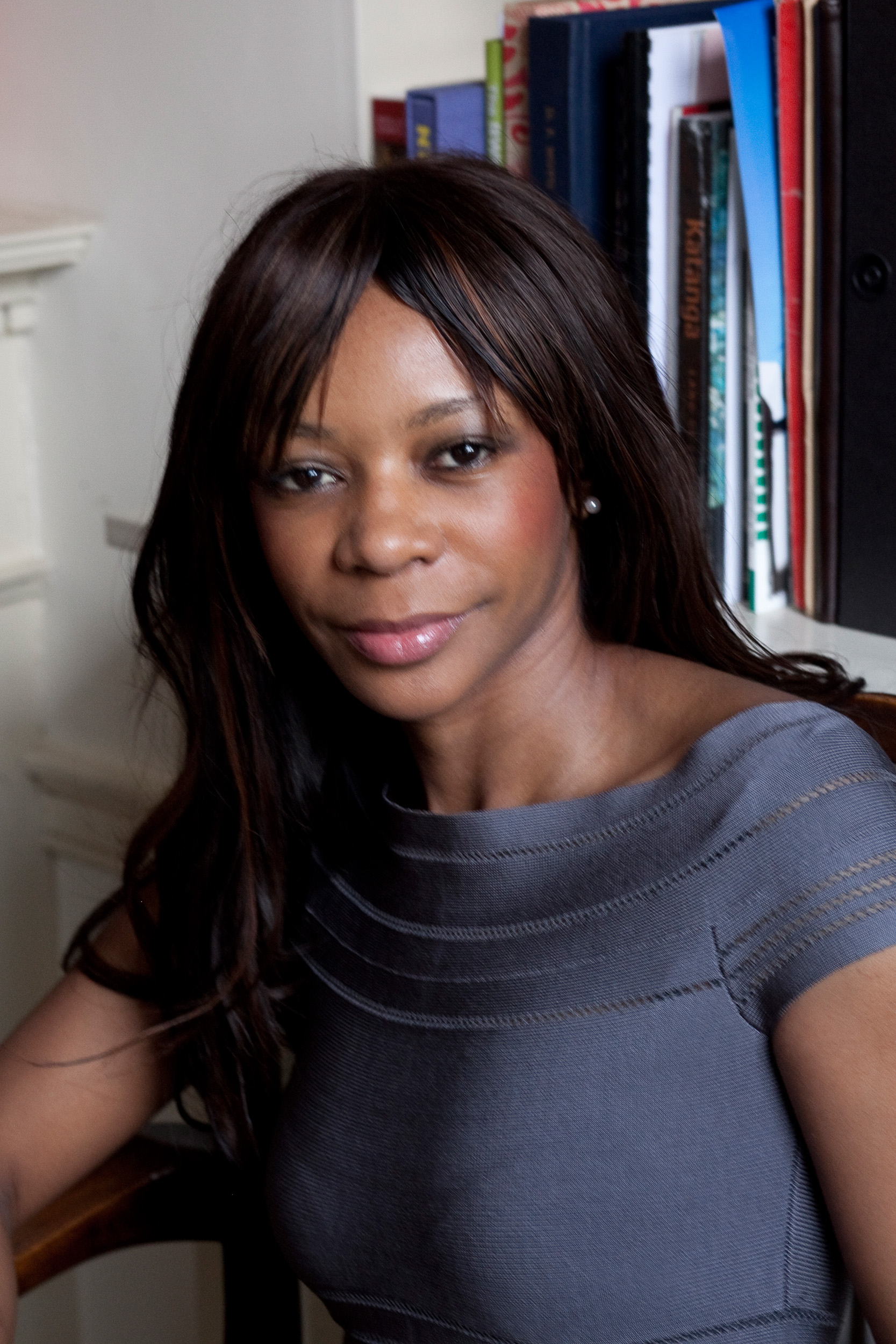
L'économiste Dambisa Moyo

Les colons européens introduisent le théâtre occidental au début des années 1950. Une association, la Northern Rhodesia Drama Association – qui devient la Theatre Association of Zambia (TAZ) à l'indépendance – se constitue, elle est réservée aux Blancs. Plusieurs théâtres sont construits entre 1954 et 1958, exclusivement destinés aux expatriés. En 1958 pourtant un groupe multiethnique ose fonder le Waddington Theatre Club. En réaction contre ce théâtre trop européanisé, un nouveau mouvement se dessine à la fin des années 1960, sous l'influence de Michael Etherton et dans la mouvance de l'« humanisme zambien », devenue philosophie officielle de la Zambie sous l'impulsion de son président, Kenneth Kaunda. Le nom qu'il se donne est Chikwakwa, ce qui signifie « le mouvement de base » en langue nyanja. En 1969 la nouvelle compagnie connaît son premier succès à Lusaka avec la pièce Une vie de boy, l'adaptation du roman de Ferdinand Oyono, l'année suivante elle présente un Che Guevara au 3e sommet du Mouvement des pays non-alignés qui se tient dans la capitale zambienne en 1970. Ces pièces ne sont pas interprétées par des acteurs locaux, mais par des universitaires et des étudiants engagés qui, jusqu'en 1979, montent chaque année des spectacles abordant les problèmes de développement, avec l'intention déclarée d'élever le niveau socioculturel des masses. Le mouvement Chikwakwa fait cependant les frais des difficultés rencontrées par le régime politique auquel ils étaient liés au départ. Kabwe Kasoma et Masautso Phiri sont deux des dramaturges influents pendant les années 1970. Dans les années 1980 se crée la première troupe professionnelle permanente, le Kanyama Theatre, qui effectue de grandes tournées en Zambie et au Zimbabwe.
Nouvelliste, romancier et poète, Stephen Andrea Mpashi écrit la plupart de ses œuvres dans sa langue maternelle, le bemba, mais aujourd'hui la plupart des grands noms de la littérature zambienne écrivent en anglais, abordant souvent les problèmes auxquels leur pays est confronté. Parmi eux figurent Binwell Sinyangwe, auteur des romans Quills of Desire (1993) et Cowrie of Hope (2000), la nouvelliste et éditrice Monde Sifuniso ainsi que Malama Katulwende (en), poète et romancier, auteur de Bitterness (2005).

### Liste d'écrivains zambiens
- Ellen Banda-Aaku (en) (1965-), écrivaine, dramaturge, romancière
- Angus Buchan (en) (1947-), résident en RSA, fermier, évangéliste, auteur
- Efemia Chela (1991-), écrivaine, critique littéraire
- Susan Chitabanta (en) (1953-), romancière, nouvelliste
- Kayo Chingonyi (en) (1987-), poète, éditeur
- Richard Hanley (en) (1957-), philosophe, australien, né en Zambie
- Dickson Jere (en) (1965 ?-), avocat, journaliste, analyste politique
- Chnasa Kabwela (en) (1970 ?), journaliste
- Mulenga Kapwepwe (1958-), dramaturge, nouvelliste, productrice
- Musola Cathrine Kaseketi (en) (1968-), cinéaste, activiste des droits humains
- Malama Katulwende (en) (1967-), romancier, essayiste, poète
- Kenneth Kaunda (1924-2021), homme d'État, penseur, essayiste
- Gwendoline Konie (1938-2009), poétesse, diplomate
- Dambisa Moyo (1969-), économiste
- Juliet Mphande (es) (1970 ?), activiste en droits humains
- Stephen Andrea Mpashi (1920-1998), romancier, nouvelliste, poète
- Dominic Mulaisho (1933-2013), romancier
- Mulanga Mulenga (en) (1987-), peintre, photographe, sculpteur, écrivain
- Eli Mwanang'onze (en) (1975 ?), universitaire, politique
- Zindaba Nyirenda (1963-), princesse, écrivaine
- Field Ruwe (en) (1955-), éducateur, historien, universitaire, résident à Boston (USA)
- Timothy Mulenga Sapato (en) (1994-), avocat, activiste social, auteur
- Namwali Serpell (1983-), universitaire, résidant aux États-Unis, romancière
- Monde Sifuniso (en) (1944-), romancière, nouvelliste
- Binwell Sinyangwe (1956-), économiste, écrivain
- Wilbur Smith (1933-2021), romancier sud-africain, homme d’affaires, écrivain à succès
- Samba Yonga (1970 ?), journaliste, consultante média
- Écrivains zambiens, liste d'écrivains zambiens (en)

## Arts visuels
- Arts visuels, Arts plastiques, Art brut, Art urbain
- Art africain traditionnel, Art contemporain africain

### Peinture
- Peinture, Catégorie:Peinture par pays
- Liste de sites pétroglyphiques en Afrique, Art rupestre
- Stephen Kappata[19],[20]

### Architecture

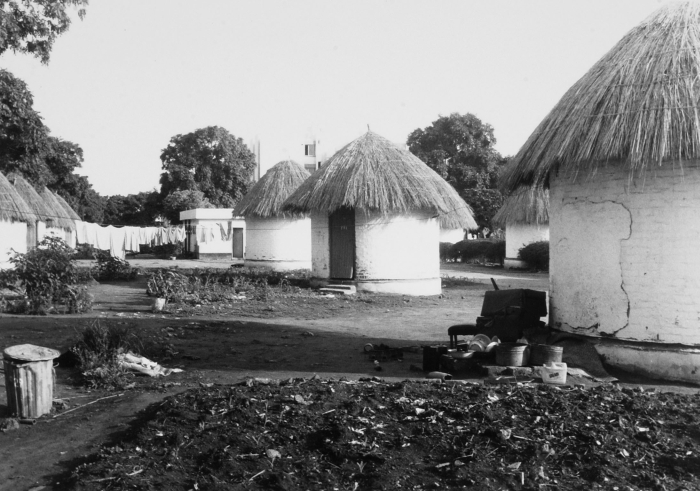
Village de Zambie, années 1980.

- Architecture traditionnelle
- Architecture moderne

## Arts du spectacle
- Spectacle vivant, Performance, Art sonore

### Musiques, danses, cérémonies
- Catégorie:Musique par pays, Musique improvisée, Improvisation musicale

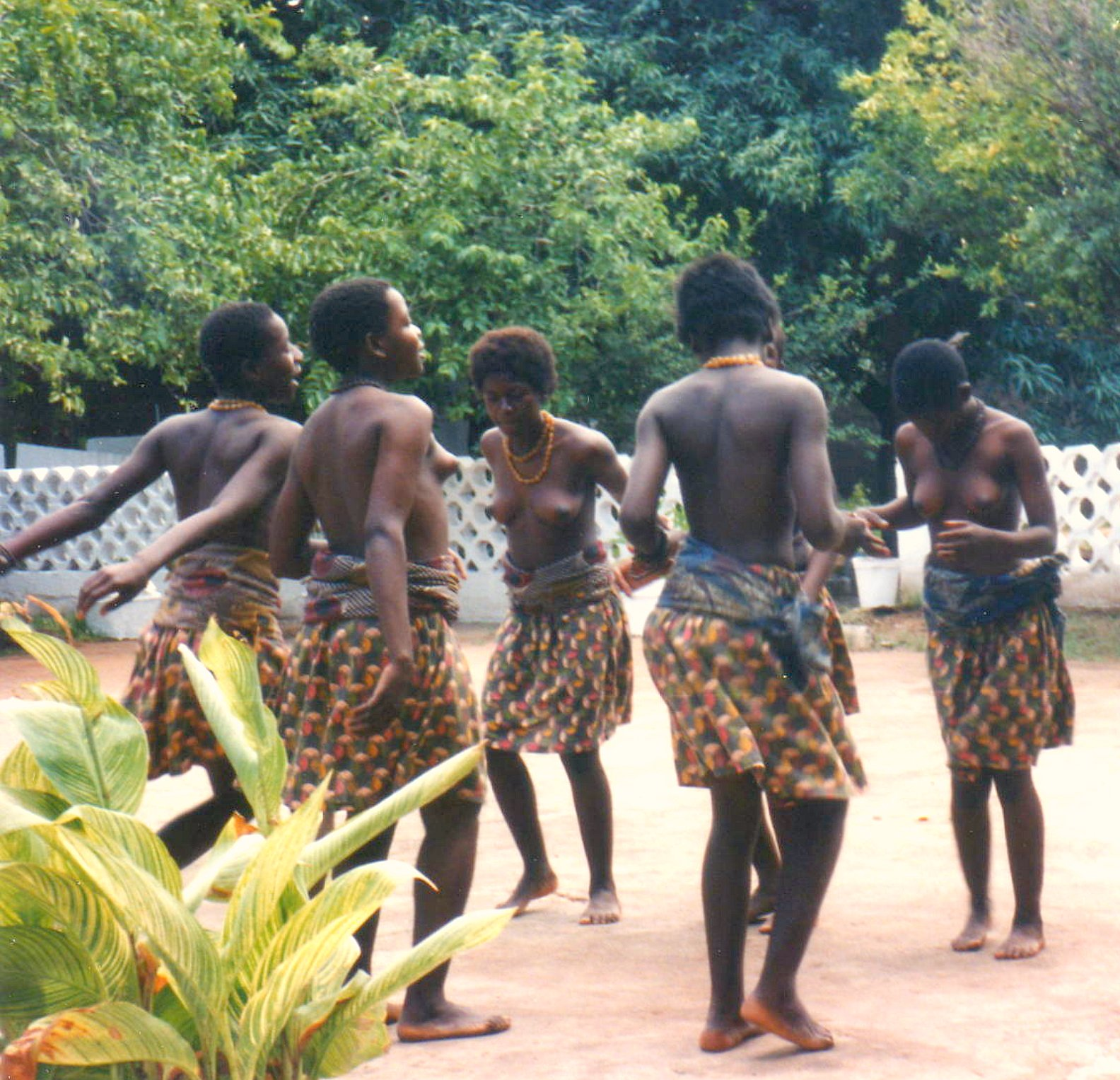
Danses « traditionnelles » pour les touristes

Des pratiques musicales et chorégraphiques directement enracinées dans la tradition – les danses des sociétés Nyau, les danses Mganda ou Kankanga – cohabitent avec des formes contemporaines qui font largement appel à des technologies plus sophistiquées.

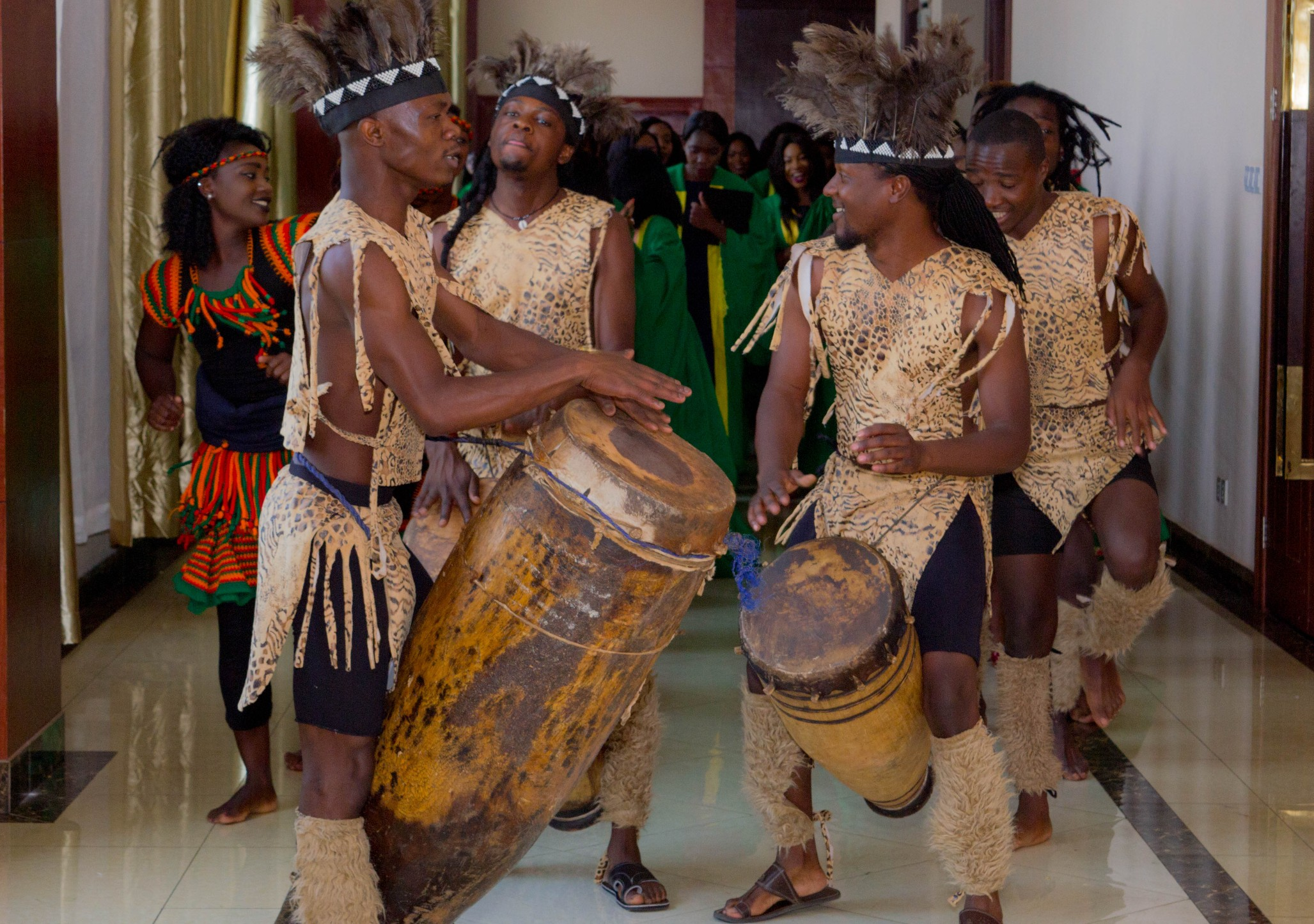
Place des percussions.

Les percussions notamment, les chants et les danses accompagnent de longue date rituels et cérémonies, chrétiens ou non, et ont également une fonction de divertissement. Ces manifestations ont parfois été combattues sous l'ère coloniale, par crainte ou pure incompréhension. Avec l'indépendance, on a assisté à une renaissance de ces pratiques, qui s'est accélérée dans les années 1990. L'intérêt porté par les touristes aux danses tribales africaines réputées « authentiques » y a également contribué. Un instrument de musique caractéristique de la Zambie est le silimba, une sorte de xylophone doté de gourdes vides suspendues sous le clavier et faisant office de caisse de résonance. Commun notamment chez les Lozis, il avait déjà été remarqué par l'explorateur David Livingstone qui l'appelait marimba.

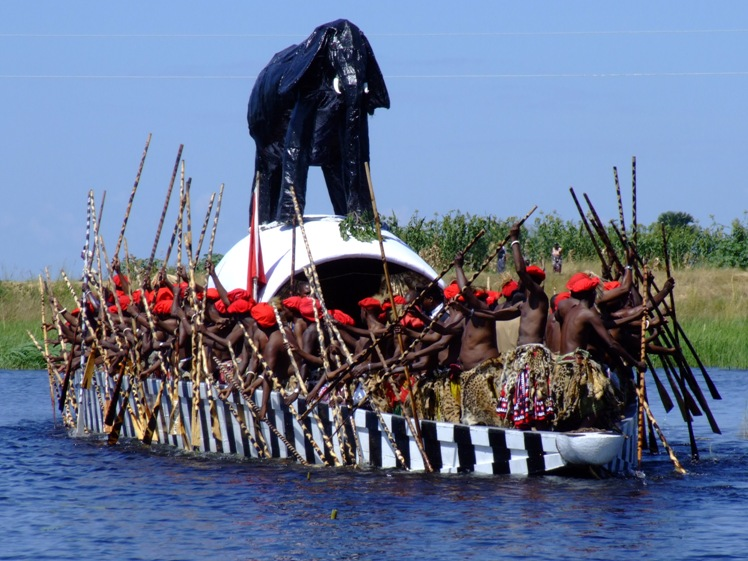
Cérémonie Ku-omboka chez les Lozis : Nalikwanda, la barque royale

La vingtaine de cérémonies qui se tiennent dans le pays tout au long de l'année témoignent de la volonté de perpétuer les traditions. L'une des plus connues est le Ku-omboka que les Lozis célèbrent au moment de la saison des pluies, lorsque le niveau de l'eau monte et qu'il leur faut partir s'installer sur des terres situées plus en altitude. Précédée par la barque du chef et de sa famille, en grande tenue, toute la communauté s'embarque pour la traversée qui dure plusieurs heures. Chants et danses marquent l'arrivée du cortège à destination. Les cérémonies traditionnelles et les rites de passage se transforment peu à peu, avec la colonisation et avec l'urbanisation, s'éloignant de leur signification et de leur fonction d'origine pour se transformer en spectacles payants.
Les musiques contemporaines puisent à de multiples sources et même si les chants – le plus souvent du chant choral – sont généralement interprétés dans une langue locale, on identifie difficilement un son spécifiquement zambien, comme c'est le cas pour la musique congolaise ou brésilienne. Black Muntu, Rare Roses, El, Jane Osborne, Chris Aka, Sista D, Ras Willie, B’Sharp ou Bantu Roots sont quelques-uns des groupes actuels, auxquels s'ajoute le francophone No Parking.

### Théâtre
- Improvisation théâtrale, Jeu narratif

### Autres: marionnettes, mime, pantomime, prestidigitation
- Art de rue, Arts pluridisciplinaires

### Cinéma
- Films se déroulant en Zambie
- Rungano Nyoni (1982-), réalisatrice formée au Royaume-Uni : I Am Not a Witch (2017)

La production cinématographique de la Zambie reste très modeste, mais la première édition du Festival international du film de Zambie s'est déroulée à Lusaka en 2006. Lusaka possède aujourd'hui (2010) un cinéma multiplexe, installé dans un centre commercial construit en 2004 et doté de cinq salles.

### Autres
- Vidéo, Jeux vidéo, Art numérique, Art interactif

## Tourisme
- Tourisme en Zambie (en)
- Attractions touristiques en Zambie
- Conseils aux voyageurs pour la Zambie :
  - France Diplomatie.gouv.fr
  - Canada international.gc.ca
  - CG Suisse eda.admin.ch
  - USA US travel.state.gov

## Patrimoine
- Sites et monuments historiques en Zambie (en)

Le programme Mémoire du monde (UNESCO, 1992) n'a rien inscrit pour ce pays dans son registre international Mémoire du monde (au 14/01/2016).

### Musées et autres institutions
La Zambie compte quatre musées nationaux :
- le Lusaka National Museum[29] qui a ouvert ses portes dans la capitale en 1996,
- le Copperbelt Museum[30], créé en 1962 à Ndola dans la région du Copperbelt, à l'origine en lien avec l'exploitation des mines de cuivre,
- le Moto Moto Museum de Mbala[31],
- le Livingstone Museum[32], situé à Livingstone.

D'autres institutions culturelles valorisent différents aspects de la culture nationale, tels que
- le Choma Museum, situé à Choma dans le sud du pays et consacré à la culture du peuple Tonga,
- le Nayuma Museum consacré aux peuples du Barotseland,
- le Maramba Cultural Museum de Livingstone.

### Liste du Patrimoine mondial
Le programme Patrimoine mondial (UNESCO, 1971) a inscrit dans sa liste du Patrimoine mondial (au 12/01/2016) : Liste du patrimoine mondial en Zambie.

### Liste représentative du patrimoine culturel immatériel de l’humanité
Le programme Patrimoine culturel immatériel (UNESCO, 2003) a inscrit dans sa liste représentative du patrimoine culturel immatériel de l’humanité, Liste du patrimoine culturel immatériel de l'humanité en Zambie :
- 2008 : La mascarade Makishi[34],
- 2008 : Le Gule Wamkulu (culte secret Nyaul)[35].
- 2018 : La danse mooba du groupe ethnique lenje dans la province Centrale de Zambie[36].

### Discographie
- (en) Across the waters Batonga : the music of the Batonga of Zambia and Zimbabwe, St. Sharp Wood Productions, Utrecht ; Choma Museum & Crafts centre, Choma, 1997
- (en) Kalimba & Kalumbu songs, Northern Rhodesia : Zambia : 1952 & 1957 (coll. Hugh Tracey), International Library of African Music, Grahamstown, 1998,
- (en) Zambia Roadside : music from Southern province (coll. Benjamin Wamunyima et Michael Baird), St. Sharp Wood Productions, Zilverstraat (Afrique du Sud), 2003
- (en) Zambush. Vol. 1 : Zambian hits from the 80s, SWP Records, Utrecht, 2004
- (en) Zambush. Vol. 2 : Zambian hits from the 60s and 70s, SWP Records, Utrecht, 2004
- (en + fr) La voix des masques de Zambie : rituels d'initiation Makishi et Nyau / danseurs et musiciens de la Troupe Nationale de Danse de Zambie, Arion, Paris, 1982/1997 (enreg. 1980)

### Filmographie
- (en) Mwe bana bandi, film documentaire de Païvi Takala et Christiina Tuura, Proppu 1000, ADAV/ISKRA, 1993 (1988), 29 min (VHS)
- (fr) La cérémonie de Nc'Wala. Le Festival des prémices des Ngoni de l'Est de la Zambie, film de Boston Soko, Malawi, 2008